# Koritrap
De koritrap (Ardeotis kori) is een grote vliegende vogel uit de familie trappen.

## Kenmerken
Met een gewicht van 11 tot 19 kilogram is het de zwaarste vogel die kan vliegen. De koritrap kan 120 centimeter lang worden. Beide geslachten hebben een gelijk verenkleed.

## Leefwijze
Hij voedt zich met insecten en andere kleine dieren, maar ook plantaardig materiaal als zaden en gras. Het is een grondvogel, die niet graag vliegt, alleen in uiterste nood zal hij dit doen. Deze vogels bevinden zich meestal in de nabijheid van hoefdieren, waar ze jagen op insecten, die door de kudde worden opgeschrikt.

## Verspreiding en leefgebied
De koritrap is een standvogel, die leeft in de graslanden en woestijnen van oostelijk en zuidelijk Afrika.
De soort telt twee ondersoorten:
- A. k. struthiunculus: van Ethiopië en noordelijk Somalië tot Oeganda en noordelijk Tanzania.
- A. k. kori: van Angola tot zuidelijk Mozambique en Zuid-Afrika.

## Status
De koritrap heeft een groot verspreidingsgebied en daardoor is de kans op uitsterven gering. De grootte van de populatie is niet gekwantificeerd, maar gaat achteruit. Echter, het tempo van achteruitgang ligt onder de 30% in tien jaar (minder dan 3,5% per jaar). Om deze redenen staat deze trap als niet bedreigd op de Rode Lijst van de IUCN.